# Patrick Zachmann
Patrick Zachmann (Choisy-le-Roi, 18 agosto 1955) è un fotografo, fotoreporter e regista francese, premio Niépce 1989, membro dell'agenzia Magnum dal 1990, premio Nadar 2016. Vive e lavora a Parigi.
Il suo lavoro fa parte di un approccio sociologico, attraverso argomenti che affronta per lunghi periodi. Un fotografo profondamente radicato nel suo tempo, usa tutte le forme di espressione offerte da fotografia, film e video per assumere quello che chiama il suo "dovere di ricordare".

## Biografia
Patrick Zachmann ha iniziato nel 1976, dopo uno stage con Guy Le Querrec al Rencontres d'Arles, in una carriera come fotografo indipendente. Realizza numerosi reportage per la stampa francese e internazionale, concentrandosi su questioni relative all'identità, alla memoria e all'immigrazione, sia come parte della sua ricerca personale che su ordinazione. Lavora molto sull'immigrazione in tutto il mondo: l'integrazione di giovani immigrati nei quartieri settentrionali di Marsiglia, la diaspora cinese o l'emigrazione maliana. 
Nel 1982 si interessò alla camorra napoletana e pubblicò l'anno successivo il suo primo libro, Madonna!, edizioni di Cahiers du cinéma. Nel 1987, ha pubblicato Identity Survey, il frutto di un progetto di sette anni sull'identità ebraica, riferendosi direttamente alle sue origini. 
Nel 1985, è entrato a far parte dell'agenzia Magnum ed è diventato membro a pieno titolo nel 1990 . 
Nel 1989, il suo reportage sugli eventi di Piazza Tiananmen a Pechino segna l'inizio di un vasto studio sulla diaspora cinese nel mondo che durerà otto anni, pubblicato nel 1995 con il titolo W. o l'occhio di un Naso lungo a Marval. 
Nel novembre 2014, alla Galleria Magnum, durante il Mese della fotografia a Parigi, poi a marzo 2015, al museo Nicéphore-Niépce, a Chalon-sur-Saône, Patrick Zachmann presenta il risultato di un lavoro di due anni sui migranti di entrambe le sponde del Mediterraneo, in una mostra intitolata Mare Mater. 
Il 13 novembre 2015, durante gli attacchi a Parigi, ha filmato un conflitto a fuoco tra terroristi e polizia. 
Nell'aprile 2016 le edizioni di Xavier Barral pubblicano So Long, Cina, un libro che raccoglie quasi 350 fotografie in bianco e nero e a colori, frutto di un lavoro a lungo termine svolto durante i numerosi soggiorni dal 1982 in un paese in piena mutazione, in cui Patrick Zachmann si concentra in primo luogo sulla questione dell'identità. Questo libro è stato premiato con il Nadar Award 2016. 

## Premi e riconoscimenti

### Fotografia
- 1986   : I prezzi di Villa Medici fuori dalle mura
- 1989   : Prix Niépce Gens d'images
- 1992   : Art Director Merit Award Club, New York
- 2007   : Assistenza alla creazione della delegazione per le arti visive (DAP) del Ministero della Cultura, Parigi
- 2009   : Prezzo del bellissimo libro dell'anno, per My near suburbs (Ed Xavier Barral)
- 2016   : Premio Nadar, per So Long, Cina, pubblicato da Xavier Barral Editions

### Cinema
- 1999   : Selezione ufficiale del Festival du réel al Centre Georges Pompidou, Parigi per Il ricordo di mio padre
- 1999   : 1er Premio del Festival "Le schermate del documentario" per La memoria di mio padre
- 2002   : Grand Prix del Festival Internazionale di Documentario e Creazione Video di Pamplona (Spagna) per Allers-retour. Diario di un fotografo
- 2002   : Selezione presso le tenute generali del film documentario di Lussas per il ritorno di Allers. Diario di un fotografo
- 2015   : Vincitore della Gan Foundation for the Cinema per il film Mister Wu (Premio speciale)[3]

## Mostre

### Mostre personali
- 1984 / 1987 - 1998   : Identity Survey, Galleria fotografica FNAC Forum, Parigi; Galleria Magnum, Parigi; Museo di arte e storia dell'ebraismo, Parigi.
- 1995 / 1997 - 2000   : W. o l'occhio di un naso lungo, Visa per l'immagine, Perpignan, Francia; Photographer's Gallery, Londra, Gran Bretagna; Sala Municipal, Valladolid, Spagna; poi presentato in dieci paesi asiatici.
- 1997   : Malesi, qua e là, Parc de la Villette, Parigi.
- 2001 - 2004   : Cile. A Memory En Route, Museo delle Belle Arti, Santiago del Cile, Cile; Centro per la storia della resistenza e della deportazione, Lione, Francia; Festival Internazionale di Fotografia, Pingyao, Cina; Festival della fotografia, Roma, Italia; Galleria dell'Istituto Francese di Barcellona, Spagna.
- 2008   : Confusioni cinesi. False pretese, festival di fotografia all'aperto, La Gacilly.
- 2009   : I miei sobborghi vicini, fotografie 1980-2007, Città Nazionale di Storia dell'immigrazione, Parigi .
- 2010   : Un giorno di notte, Galerie Negpos, Nîmes.
- 2010   : Highway Landscapes, Magnum Gallery, Parigi.
- 2014   : Mare Mater, mese fotografico, Galleria Magnum, Parigi
- 2015   : Mare Mater, museo Nicéphore-Niépce, Chalon-sur-Saône

### Mostre collettive
- 1988   : Magnum in Cina, International Rencontres de la Photographie, Arles

## Libri
- 1983   Madonna!, Ed. Cahiers du cinéma
- 1987   : Identity Survey, Contrejour
- 1994   : 20 anni di sogni, Siria Éditions
- 1995   : W. o l'occhio di un naso lungo, Marval
- 1997   : Maliani, qua e là, Plume
- 2002   : Cile, le strade della memoria, Marval
- 2008   : Buone notti, Adam Biro
- 2009   : I miei vicini sobborghi, edizioni Xavier Barral
- 2009   : Patrick Zachmann, Coll. Photo Pocket, Robert Delpire
- 2016   : So Long, China, Xavier Barral edizioni ISBN 978-2-36511-093-8

## Filmografia
- 1992   : Realizzazione di immagini video per la mostra di Hong-Kong del 1997 di Jean-Christophe Victor per Arte, (26 min).
- 1993   : Realizzazione di un cortometraggio di 10 minuti su Belleville nell'ambito della serie The Magnum eye per la televisione giapponese NHK .
- 1994   : Realizzando un breve video sul ritorno di un emigrato maliano nel suo villaggio natale, trasmesso a La Villette nell'ambito della mostra Maliani, qua e là .
- 1994 - 1998   : Realizzazione del cortometraggio Il ricordo di mio padre, 31 min.
- 1999 - 2002   : Regista del suo primo lungometraggio   : Andata e ritorno. Diario di un fotografo, 68 min, prodotto dall'INA .
- 2006 - 2008   : Regista del film Bar Centre des Coaches, prodotto da Les Films d'Ici, 56 min.
- 2022   : Regista del documentario Un pezzo di papà, prodotto da Les Films d’Ici e Audioimage